# Gymnelus esipovi
Gymnelus esipovi és una espècie de peix de la família dels zoàrcids i de l'ordre dels perciformes.

## Morfologia
- Nombre de vèrtebres: 96-101.[3]

## Hàbitat
És un peix marí, de clima polar i demersal que viu fins als 40 m de fondària.

## Distribució geogràfica
Es troba a l'oceà Àrtic.

## Observacions
És inofensiu per als humans.